# Cedrim e Paradela
Cedrim e Paradela est une paroisse civile portugaise (en portugais : freguesia) de la municipalité de Sever do Vouga dans le district d'Aveiro. Elle est créée en 2013, par fusion des paroisses de Cedrim et Paradela.

## Géographie
Cedrim e Paradela est notamment arrosée par la Vouga, rivière qui marque sa frontière occidentale.

## Histoire
La paroisse est créée par la loi no 11-A/2013 du 28 janvier 2013 portant réorganisation administrative du territoire des freguesias, en fusionnant les paroisses de Cedrim et Paradela. Son nom officiel est União das Freguesias de Cedrim e Paradela et son siège est fixé à Cedrim.

## Démographie
Lors du recensement de 2021, Cedrim e Paradela compte 1 355 habitants.